# Peugeot 5008 I
 (mai 2023).
Si vous disposez d'ouvrages ou d'articles de référence ou si vous connaissez des sites web de qualité traitant du thème abordé ici, merci de compléter l'article en donnant les références utiles à sa vérifiabilité et en les liant à la section « Notes et références ».
La Peugeot 5008 (T87) est le premier monospace compact du constructeur automobile français Peugeot. Elle est officiellement présentée en septembre 2009 au salon de Francfort et commercialisée dès le 5 novembre 2009.

## Dénomination

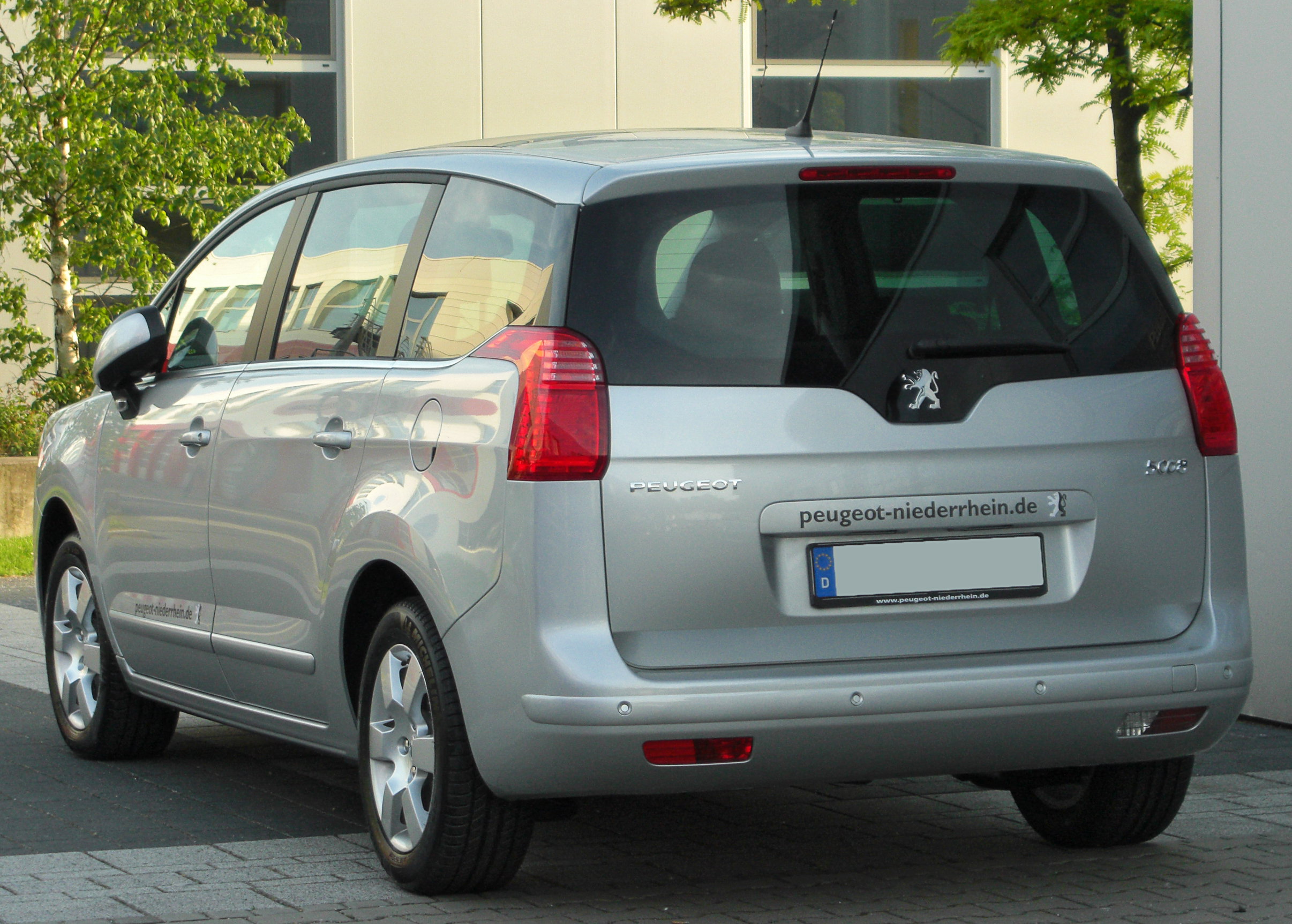
Peugeot 5008 phase 1

La 5008 est la première Peugeot à porter cette dénomination, tout comme la 3008 dont elle dérive étroitement.
Le chiffre 5 fait écho au passé de la marque dans le domaine des véhicules familiaux.

Le double zéro central reprend la désignation introduite pour les véhicules à architecture haute, venant en extension de la gamme classique.

Peugeot 5008 phase 2
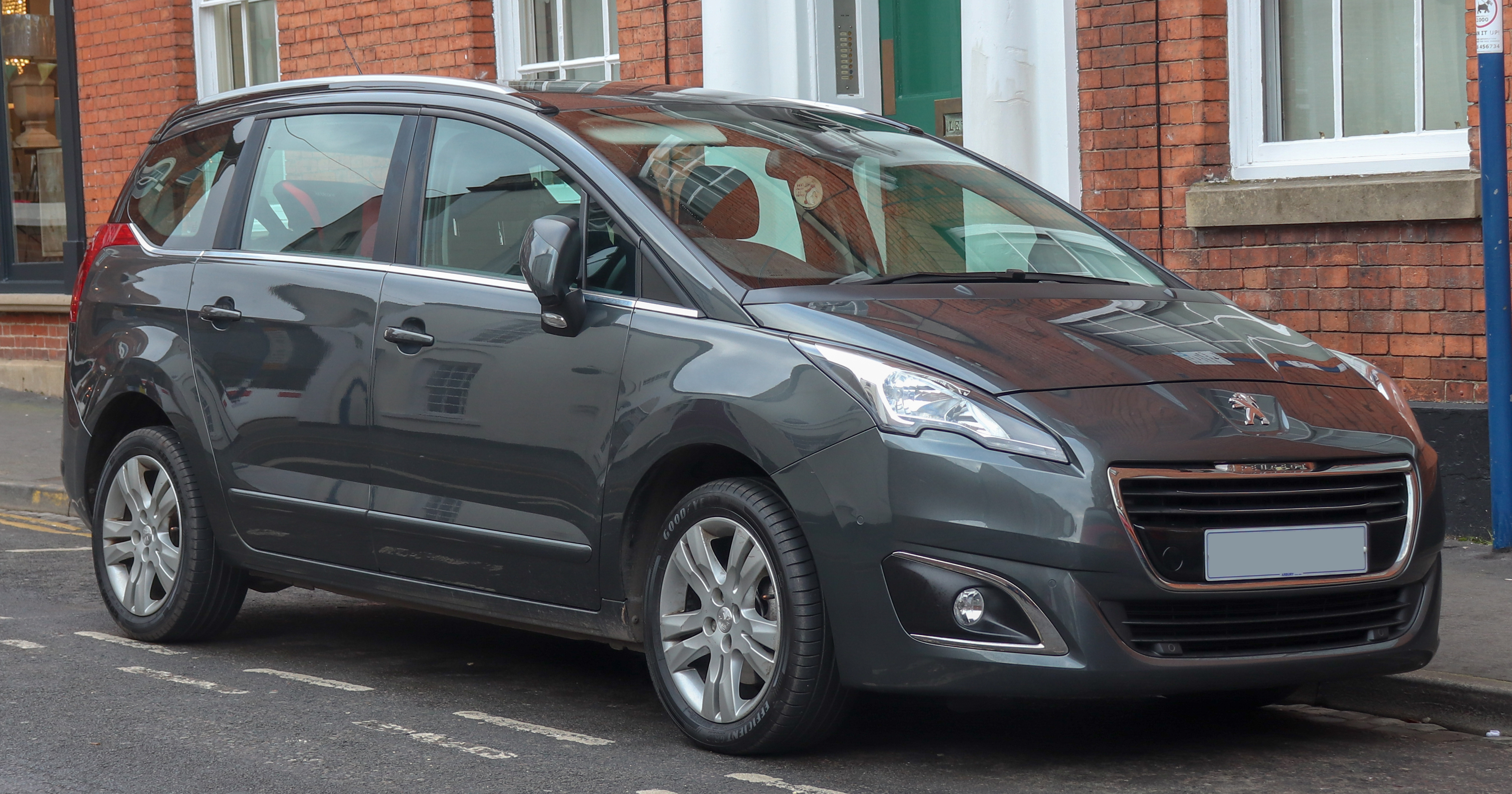
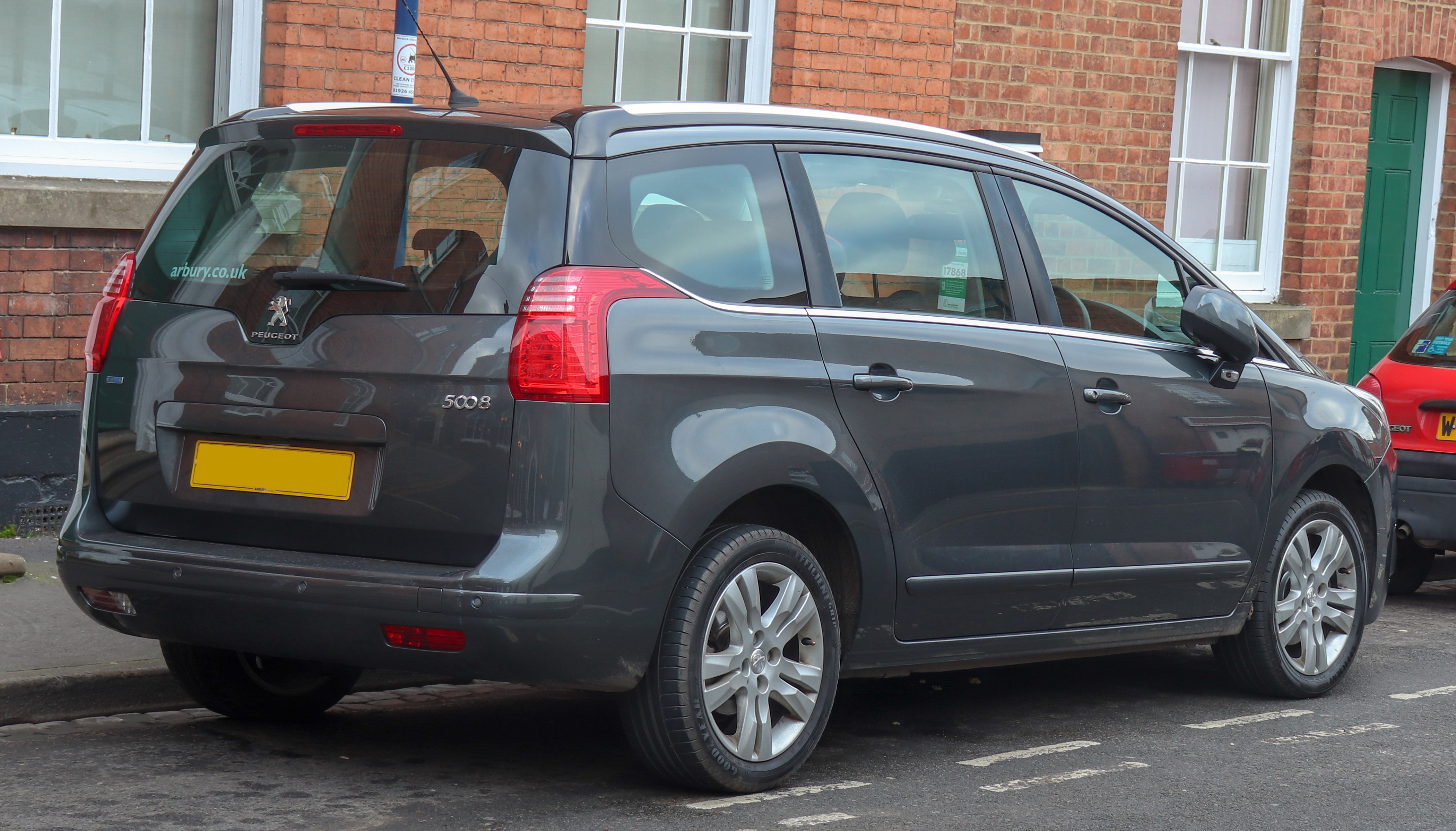

Enfin le 8, s'il indiquait à l'origine la génération à laquelle appartient le modèle, est désormais amené à perdurer sur les générations suivantes : ainsi la remplaçant du 5008 I a adopté un design plus SUV mais conservé le même patronyme.

## Caractéristiques techniques
La 5008 (T87) reprend une bonne partie des composants du Citroën C4 Picasso I par mesure d'économie, à la manière des Citroën C4 I et Peugeot 308 I. Il reprend des parties complètes de la Peugeot 3008 I : la partie avant est commune malgré des calandres qui les différencient nettement (baie de pare-brise et cellule avant et l'essentiel de la planche de bord sont notamment partagés) sur un empattement de Citroën C4 Picasso I. La 5008, au positionnement plus familial, profite de sa longueur plus importante pour offrir jusqu'à trois rangées de sièges et dispose de sièges arrière individuels lorsque la 3008 conserve une banquette.
Le design de l'arrière est repris de maquettes de style rejetées du Citroën Grand C4 Picasso de première génération.

### Poste de conduite
Le tableau de bord est très semblable à celui de la 3008, bien que la poignée centrale ait été supprimée.
La posture de conduite, avec son volant très vertical, cherche à procurer un maximum de sensations et de confort au conducteur, tout en conservant une position haute pour dominer la route. La 5008 est équipée en option de l’affichage tête haute à l'instar de la 3008.
Son pare-brise (1,70 m2) peut être prolongé par un toit panoramique en verre (1,69 m2), en option. En ajoutant les vitres latérales, la vitre de custode et la lunette arrière, la surface vitrée peut ainsi atteindre 5,77 m2.
L'intérieur est spacieux avec une largeur aux coudes de 1 476 mm à l’avant et de 1 520 mm en deuxième rangée. En rang 3, où deux passagers adultes peuvent prendre place, cette valeur atteint 1 341 mm. Les trois sièges du rang 2 disposent de deux positions d’inclinaison du dossier (assis et repos) et peuvent coulisser individuellement sur une longueur de 130 mm.

### Modularité
La deuxième rangée est composée de trois sièges de même largeur, réglables en longueur et en inclinaison. Ils sont aussi escamotables individuellement dans le plancher, pour former une surface plane dans l’alignement du seuil de chargement. Sachant que le siège passager avant peut être replié en tablette, il est ainsi possible d'obtenir une longueur utile de 2,76 m. La fonction « cinéma » des sièges latéraux du rang 2 permet un accès facilité en troisième rangée.
Cette modularité se retrouve également au dernier rang, où les deux sièges s’escamotent individuellement dans le plancher.

### Coffre et rangement
Le coffre de la 5008, avec des formes rectangulaires, offre un volume allant, selon la position des sièges coulissants, de 3 à 823 dm3 en eau (ou 579 à 678 dm3 en norme VDA 210) sous tablette avec les sièges de rang 3 escamotés.
Cette capacité passe à 1 247 litres lorsque l’espace sous le pavillon est utilisé, et peut atteindre 2 506 litres lorsque le rang 2 est escamoté.
L'habitacle dispose de divers rangements. À l’avant, les bacs de porte complètent la boîte à gants et le rangement sous volant. La console centrale ventilée dispose d’une capacité de 1,5 litre, ce qui permet d'y mettre deux bouteilles d’un demi-litre. À l’arrière, le monospace propose des rangements aménagés au niveau du plancher ainsi que les bacs des portes arrière.
D’autres rangements, pour de petits objets, ont été aménagés dans l’habitacle, aussi bien pour le conducteur que pour les passagers, y compris ceux du rang 3. Enfin, 60 litres de rangements sont disponibles, en version cinq places, sous le tapis de coffre.

### Motorisations et boîtes de vitesses

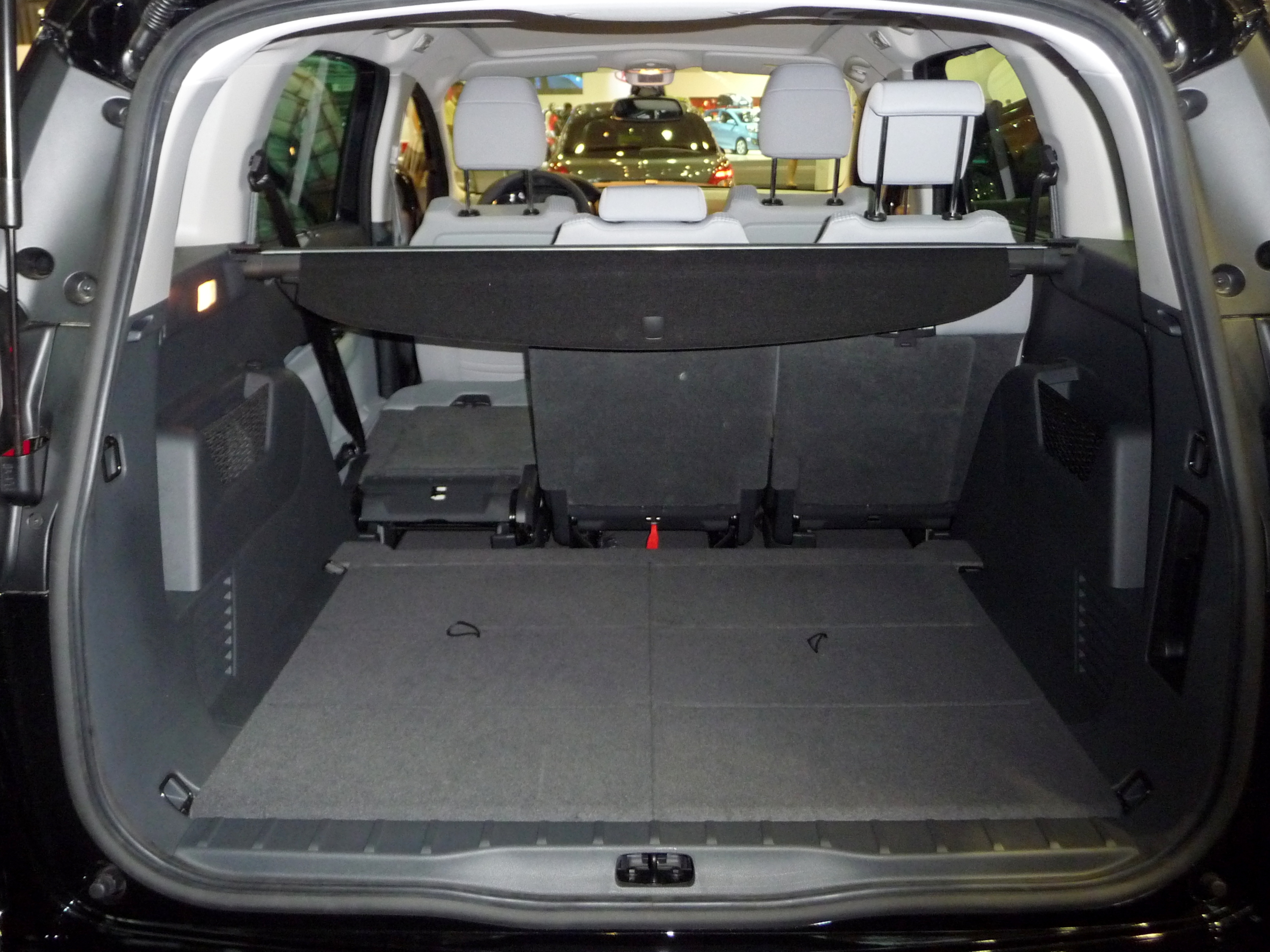
Coffre

La Peugeot 5008 reprend les moteurs et boîtes de vitesses disponibles sur la 3008 à savoir :
| Moteur       | Cylindrée | Puissance                                 | Couple max  | Vitesse maxi (km/h) | 0 à 100 km/h | Consommation mixte | Émissions de CO2                   | Norme (Euro) | Disponibilité                       |
| ------------ | --------- | ----------------------------------------- | ----------- | ------------------- | ------------ | ------------------ | ---------------------------------- | ------------ | ----------------------------------- |
| Essence      |           |                                           |             |                     |              |                    |                                    |              |                                     |
| 1.2 THP BVM6 | 1 199     | 130 ch (100) à 5000                       | 230 à 1 750 | 199                 | 10.8         | 5.3                | 122                                | 6            | 2015 - 2017                         |
| 1.6 VTi      | 1 598 cm3 | 120 ch (88 kW)                            | 160 N m     | 185(187) km/h       | 11,8(12,2) s | 7,3(6,9) l/100 km  | 159/169 g/km                       | 5            | 2009 – 2015                         |
| 1.6 THP      | 1 598 cm3 | 156ch (115kW)                             | 240 N m     | 195(195) km/h       | 9,7(9,6) s   | 7,1(6,9) l/100 km  | 155 à 183(167 à 175) g/km          | 5            | 2009 – 2015                         |
| 1.6 THP EAT6 | 1 598 cm3 | 165 ch (121) à 6 000                      | 240 à 1 750 | 195                 | 9.6          | 6                  | 139                                | 6            | 2015 - 2017                         |
| Diesel       |           |                                           |             |                     |              |                    |                                    |              |                                     |
| 1.6 HDi FAP  | 1 560 cm3 | 110ch (81 kW) 112ch (82 kW) 115ch (85 kW) | 240 N m     | 183 km/h            | 12,9 s       | 5,1 l/100 km       | 135 à 140 114 à 140 109 à 128 g/km | 5            | 2009 – 2011 2011 - 2012 2012 - 2014 |
| 1.6 Blue-HDi | 1 560 cm3 | 120 ch (88 kW)                            | 300 N m     | 185 km/h            | 12 s         | 4.2/4,3 l/100 km   | 109/113 g/km                       | 6            | 2014 - 2017                         |
| 2.0 HDi FAP  | 1 997 cm3 | 150 ch (110 kW)                           | 340 N m     | 195 km/h            | 9.9 s        | 5,3 l/100 km       | 138/149/154 g/km                   | 5            | 2009 – 2015                         |
| 2.0 Blue-HDi | 1 997 cm3 | 150 ch (110 kW)                           | 370 N m     | 195 km/h            | 9,8 s        | 4.3 l/100 km       | 113 g/km                           | 6            | 2014 – 2017                         |
| 2.0 HDi FAP  | 1 997 cm3 | 163(160)ch (120kW)                        | 340 N m     | 190 km/h            | 10,5 s       | 6,9(6,3) l/100 km  | 149/164/177 g/km                   | 5            | 2009 – 2015                         |

## Finitions
- Confort Pack : airbags frontaux conducteur et passager, latéraux avant et rideaux, air climatisé manuel avec diffuseur arrière, console centrale avant avec rangement de 10,5 l, enjoliveurs 16", ESP, ASR, ABS, REF, AFU, frein de stationnement électrique, lève-vitres avant électriques avec antipincement, miroir de surveillance enfants, pare-brise acoustique, radio CD MP3 WIP (The World In Peugeot) Sound avec prise auxiliaire jack, Régulateur limiteur de vitesse, 3 sièges arrière indépendants, contrôle de traction intelligent, tablette aviation en rang 2, trappes de rangement sous plancher en rang 2, volant croûte de cuir.
- Premium : Confort pack + Air climatisé automatique bizone avec diffuseur arrière, jantes alliage 16", lève-vitres arrière impulsionnels + sécurité enfant, Pack Éclairage, Pack Look, Pack Rangement, Pack Visibilité, pommeau de levier de vitesse cuir, projecteurs antibrouillard, rideaux pare-soleil rang 2, siège passager avant réglable en hauteur, siège passager avant avec mise en tablette, siège conducteur avec réglage lombaire.
- Family : Premium + affichage tête haute, aide au stationnement arrière, badge Family, jantes alliage 17" Quark, lunette + vitres latérales arrière surteintées, montants de portes noir brillant, roue de secours galette, seuils de portes chromés, toit panoramique en verre, WIP Bluetooth.
- Premium Pack : Premium + Aide sonore et graphique au stationnement arrière, barres de toit de style, jantes alliage 17" (16" 1.6 HDi 112 ch BMP6), lunette + vitres latérales arrière surteintées, Equipement Peugeot Connect SOS + Peugeot Connect, Navigation Kit mains libres WIP Nav, Pack Ambiance, Pack InfoDrive (affichage tête haute, détecteur de sous-gonflage), Pack Rétrovision, réglage lombaire conducteur, toit panoramique en verre, volant sport cuir pleine fleur avec méplat.

Nouveaux noms des finitions depuis juin 2011:
- Access : ESP, régulateur limiteur, climatisation manuelle, rétroviseurs électriques, siège conducteur réglable en hauteur, radio CD MP3, jantes tôle 16″, et volant 3 branches en cuir.
- Business : projecteurs anti brouillard, roue de secours galette, siège conducteur réglable en hauteur, radio CD MP3 WIP Sound avec prise auxiliaire jack.
- Active : projecteurs anti-brouillard, climatisation bizone, vitres arrière électriques, sièges passager avant avec mise en tablette, jantes alliage 16″, et pack visibilité.
- Business pack : roue de secours galette
- Allure : barres de toit, jantes alliage 17″, pack rétrovision, toit panoramique en verre, affichage tête haute et GPS Wip Nav+.